# 觀音堂崖墓群
觀音堂崖墓群位於四川省仁壽縣，文物遺址年代判定為南北朝。2012年7月16日公佈為第八批四川省文物保護單位。

## 簡介[2]
觀音堂崖墓群位於四川省眉山市仁壽縣龍橋鄉君台村7組，共4座，建於南北朝，分佈在長10公尺，寬10公尺距岩腳4公尺的岩壁上。崖墓均為長方形，雙門櫥，門額上方依岩鐫刻人字形懸山式屋頂，兩側簷挑出門楣0.35-0.38公尺，把門楣與房面緊密扣合，形成一整體亭式建築。墓室均為圓柱體、穹窿頂，高1.65公尺，寬2公尺。崖墓之間岩壁上陰刻壁畫，其間有：魚五尾，最大者長1.75公尺，小者0.24公尺，姿態各異；人物17身，最高者0.49公尺，小者高0.13公尺，其中舞蹈者四人，民俗性活動〈如獻花、拉髮辮、拖馬尾等）七人，牽馬行走和執扇者各一人，單人站立和行進狀四人；馬五匹，其中二馬完整，有頭有尾，另三馬只畫了後半身而無頭部，有三匹馬加鞍，均未負重；雞五隻，其中三母雞二公雞；樹四株，高者1公尺，低者0.47公尺，均系針葉樹。在M3外正頂壁上有太陽一輪，月亮一牙。現音堂崖墓群歷史悠久，形制獨特，對研究南北朝時期墓葬形制風俗具有重要價值。2010年，被眉山市人民政府公佈為市級文物保護單位。